# ماركو لاتي
ماركو لاتي (بالفنلندية: Markku Lahti)‏ هو لاعب كرة قدم فنلندي، ولد في 18 أبريل 1945.

## وصلات خارجية
- ماركو لاتي على موقع قاعدة بيانات كرة القدم.إي يو (الإنجليزية)
- ماركو لاتي على موقع ناشيونال فوتبول تيمز (الإنجليزية)